# 言百謙
言百谦（1922年1月17日—2009年10月3日），中華民國陸軍二級上將，第十一任陸軍軍官學校（黃埔軍校）校长，籍貫浙江新昌，為陸軍官校成都本校第16期步科毕业。